# Música da Grécia Antiga

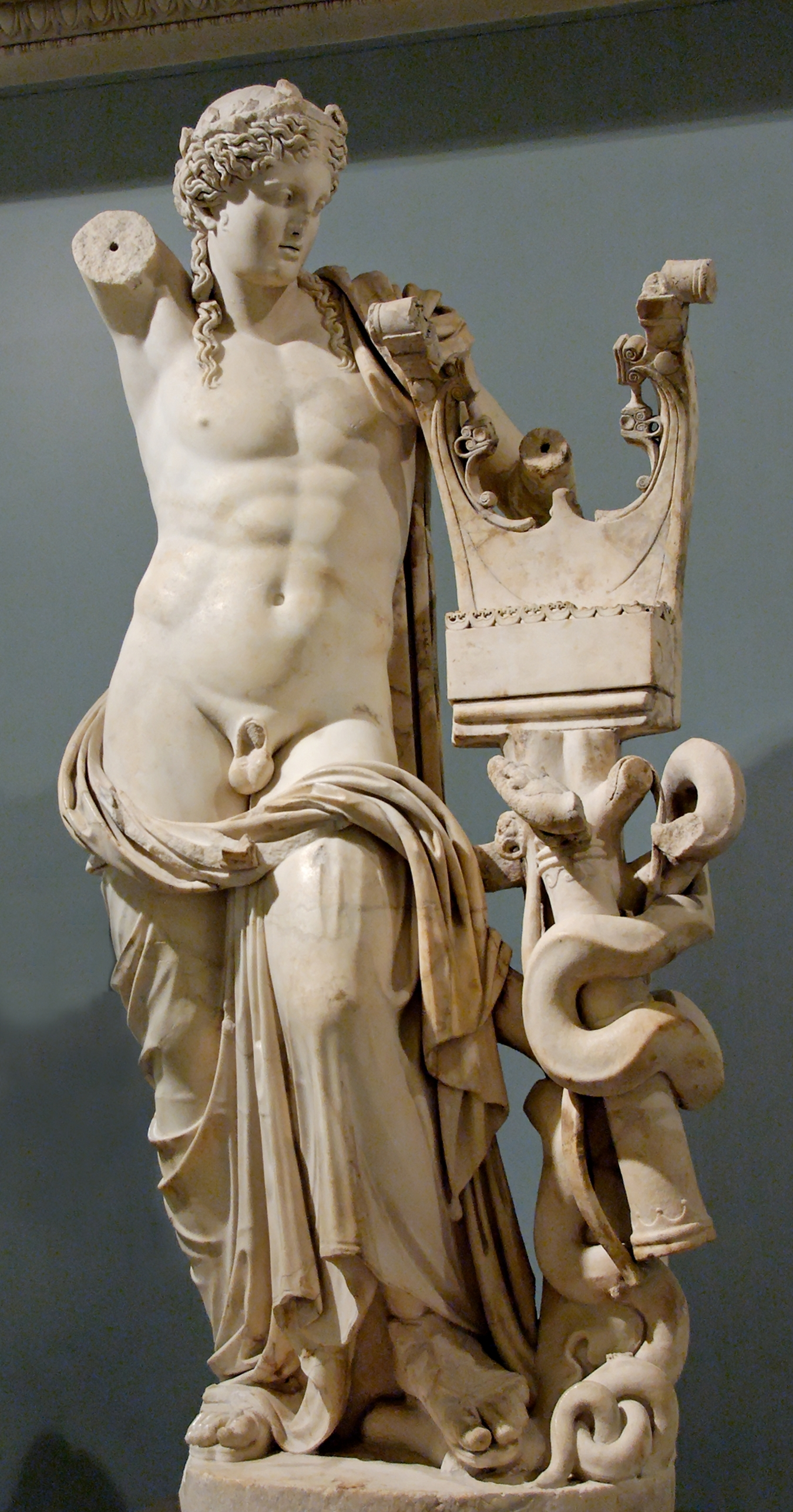
Apolo de Cirene, uma variante do tipo do Apolo com a cítara.

A cultura da Grécia antiga (c. séculos VII a I a.C.) contribuiu em larga medida para a origem da presente civilização ocidental. Mas, ao contrário da arquitetura e da escultura, por exemplo, que preservam grande número de exemplares em estado de conservação suficiente para serem bem estudados e compreendidos, a música da Grécia Antiga não pôde manter uma continuidade direta até os dias de hoje, mas não deixou de exercer influência significativa na cultura romana subsequente, dali se transmitindo à Idade Média através da teoria, com suas escalas, modos e noções de harmonia.
O que hoje subsiste da música  daquela época são uma multiplicidade de referências literárias, inúmeras representações visuais de músicos em ação com seus instrumentos, e um sistema teórico, mas das obras propriamente ditas resta apenas um punhado de fragmentos com notação, cujo deciframento exato ainda é objeto de controvérsia.

## Origens e uso
A música entre os antigos gregos era considerada um fenômeno de origem divina, e estava ligada à magia e à mitologia, havendo várias histórias místicas relacionadas à origem da música e suas capacidades e funções. Alguns instrumentos e modos eram associados especificamente a certas divindades, como o aulo a Dionísio, e a cítara a Apolo. Além disso, registros diversos indicam que a música era parte integral da percepção grega de como o seu povo teria vindo à existência e de que continuava a ser regido pelos deuses. Por exemplo, Anfião teria aprendido música com Hermes e teria construído Tebas através do poder do som; Orfeu podia tocar com tamanha doçura que até as feras quedavam absortas; Hermes teria inventado a lira, dada a Apolo em troca do gado que havia dele roubado. O próprio Apolo, depois assumindo o papel de Deus da Música e líder das Musas (das quais Euterpe tutelava a Música), é mencionado em competição com Mársias e Pã. Assim, estando presente em alguns de seus principais mitos, a música invariavelmente era usada nos ritos religiosos, nos Jogos Olímpicos e Pítios, nas festas cívicas e nas atividades de lazer, e subsidiava outras formas de arte.

## Sistematização

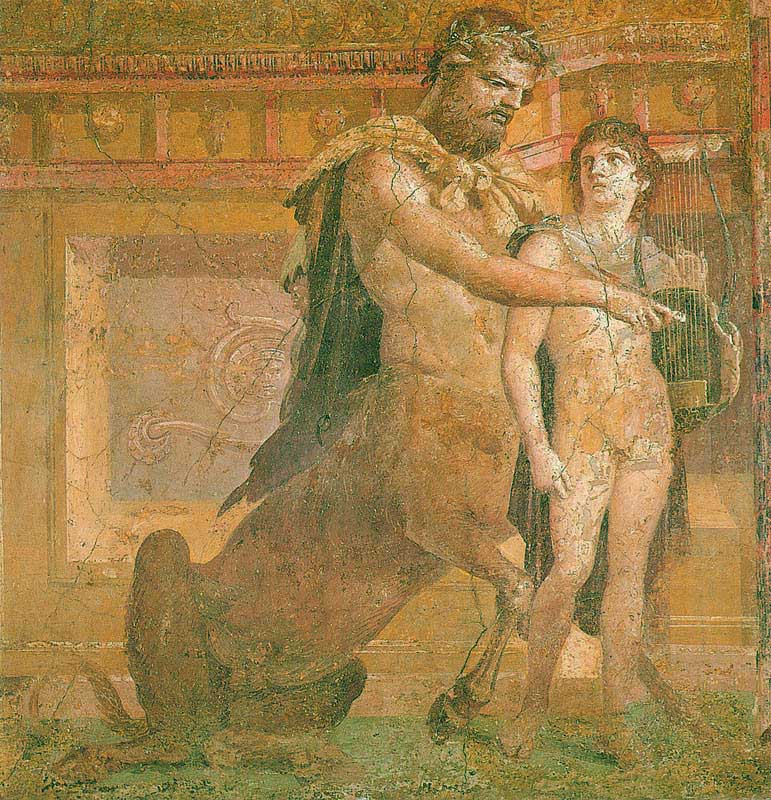
Quíron ensinando música ao jovem Aquiles

O elemento básico da música grega era o tetracorde, que consistia numa escala de quatro notas descendentes inclusas no intervalo de uma quarta justa, e os intervalos entre as quatro notas, sendo variáveis, definiam as modalidades diatônica, cromática ou enarmônica da peça musical. O tetracorde cromático era formado por um intervalo de terça menor e dois intervalos de semitom; o tetracorde enarmônico tinha um intervalo de terça maior e dois de quarto-de-tom. O tetracorde diatônico variava de acordo com a posição do semitom, formando os subtipos dórico (semitom na base, de origem grega), frígio (semitom no centro, de origem asiática), e lídio (semitom no alto). A justaposição de dois tetracordes, ao que consta concebida por Terpandro de Lesbos, formava uma harmonia — não no sentido atual de sons simultâneos. Os tetracordes podiam, assim, ser conjuntos, se eles tinham uma nota em comum (por exemplo ré-sol e sol-dó), ou, se eram independentes, disjuntos (ré-sol e lá-ré). Se em uma harmonia disjunta se acrescentavam um tetracorde conjunto no topo, um outro também conjunto abaixo, e sob este uma outra nota (proslambanômeno), criava-se o sistema téleion, ou perfeito, abrangendo duas oitavas inteiras. Com a mudança de oitava dos tetracordes anexos para baixo ou para cima do tetracorde fundamental criavam-se os hipômodo (hipodórico, hipofrígio e hipolídio) ou os hipermodo (hiperdórico, hiperfrígio e hiperlídio). Os intervalos considerados consonantes eram os de quarta, quinta e oitava, os outros eram dissonantes.
O grande teórico da música grega antiga foi Pitágoras, considerado o fundador de nosso conhecimento de harmonia musical — a relação física entre as diferentes frequências sonoras (notas) e o efeito de suas combinações. Também foi ele o sistematizador da associação de cada modo com determinado estado de alma, imbuindo-os de uma ética especial. Por exemplo, o modo dórico era considerado capaz de induzir um estado (ethos) pacífico e positivo, ao passo que o modo frígio era considerado subjetivo e passional, uma sensibilidade hoje em grande parte perdida, mas que pode ser vagamente comparada ao efeito das modernas escalas maior, convencionalmente usada para produzir uma impressão animada e alegre, e menor, usada para descrever estados melancólicos ou introspectivos. Também a ele se deve a análise da música sob a ótica de uma matemática transcendental, relacionando-a à constituição íntima do universo, concebido como uma estrutura criada e sustentada através de relações numéricas perfeitas que produziam a chamada música das esferas, a qual, entretanto, só poderia ser inteligível através do pensamento superior. Daí a ligação da música com a filosofia e a conseqüente codificação de uma série de regras éticas para composição e execução musical, a fim de que a música humana imitasse a ordem perfeita do cosmo.

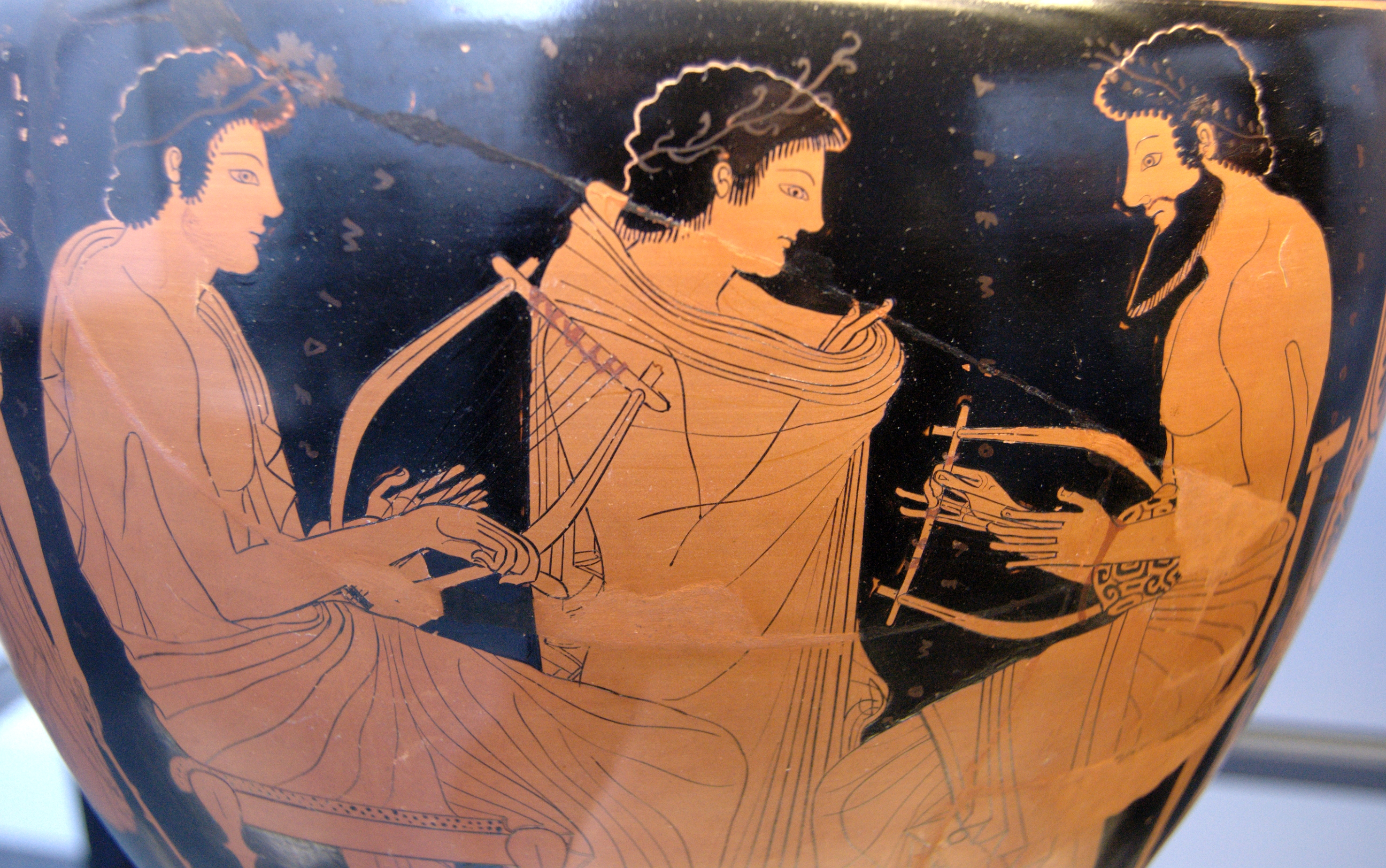
Lição de música com liras. cerâmica do século VI a.C.

O sistema de Pitágoras deve ter sido dominante por algum tempo, a julgar pelo ataque de Platão ao estado de coisas em sua época, que já considerava privado de ordem e sujeito ao juízo de aventureiros que ou desconheciam ou intencionalmente quebravam as regras estabelecidas. Entre estes revolucionários deveria estar Aristóxenes, teórico prolífico que defendia o julgamento das consonâncias pelo ouvido e não por razões matemáticas, filosofia que levou modernamente ao sistema de temperamento de escalas. Mas a execução daquilo que soava bem ao ouvido — um ponto de vista considerado mundano e inferior, que satisfazia somente aos sentidos físicos — profanava a ética musical estabelecida anteriormente, pois a música era considerada um poder efetivo, não apenas por descrever os vários estados de espírito, mas também por ser capaz de reproduzi-los concretamente nos ouvintes, e assim a violação de suas regras poderia desencadear desordens na sociedade como um todo. Não obstante os protestos dos idealistas, esta época foi marcada pela evolução da arte em direção à subjetividade, à forma livre, à elaboração maior da melodia e do ritmo, e ao uso de cromatismos.
Aristóteles continuaria nesta linha mais aberta de apreciação, estabelecendo uma justificativa antropológica para o fenômeno musical baseada no conceito da catarse. Para ele não havia nada de eticamente nocivo na música, pois ela não deveria pretender ser uma realidade transcendente, mas sim um modo de purificação das paixões pela sua indução imitativa, homeopática e por fim liberadora, dizendo que Platão confundia a realidade com a imitação da realidade. Na visão de Aristóteles a música era uma espécie de ócio e uma arte liberal e nobre, sendo ao mesmo tempo medicinal e educativa por oferecer às pessoas a oportunidade do confronto com sentimentos específicos, para conhecê-los e posteriormente, na vida real, poderem ser capazes de escolher os que fossem adequados.

## Prática

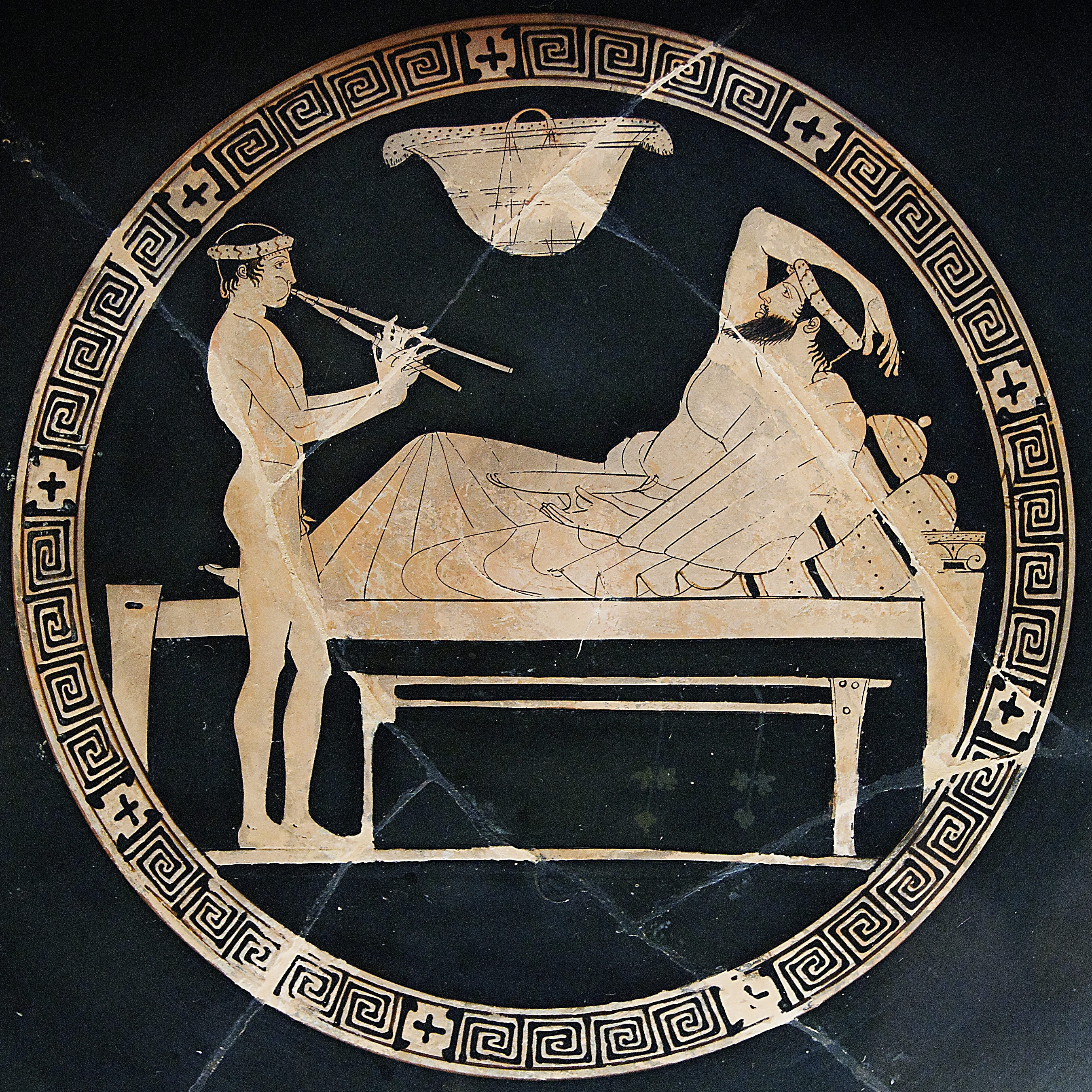
Cena de banquete ao som de música de aulo. Cerâmica, c.

A música grega mais antiga não deixou qualquer registro. As primeiras menções se encontram na era Homérica, quando já havia uma considerável cultura musical nacional em pleno florescimento, baseada principalmente na récita de poesia acompanhada com instrumentos, do qual o mais comum era a forminx, uma espécie de lira. As descrições sugerem que a música grega era basicamente monódica, e no máximo heterofônica. É uma asserção geralmente aceita a de que a harmonia, como hoje é entendida — uma organização do tecido sonoro em camadas com várias notas soando simultâneas em acordes — é invenção mais recente, datando da Idade Média. Seus conceitos de dissonância e consonância eram aplicados principalmente para os intervalos da melodia, e não como uma combinação simultânea de notas. Mesmo assim, alguns registros fazem crer que pelo menos em algumas ocasiões havia música realmente harmônica, ainda que isso fosse considerado uma técnica avançada e nem sempre adequada. Não parecem ter dado grande importância à ornamentação da melodia, permanecendo o ritmo e a inteligibilidade da poesia cantada aspectos de interesse principal.
No século VI a.C. o Coro (música) coro passou a ter importante papel em eventos públicos, religiosos ou laicos, e a lírica coral se tornou um gênero autônomo, elaborando tipos definidos de composição para cada ocasião. Assim, eram entoados ditirambos em honra a Dionísio, peãs para Apolo, epitalâmios nos casamentos, trenodias nos funerais, partênios como canto de jovens, hinos em louvações variadas, e epínicos para os vencedores dos Jogos. Todas estas formas dependiam diretamente da estrutura e ritmo da poesia, e a origem do teatro grego está na evolução dos ditirambos cantados.

### O ritmo
Devido à íntima ligação da música com a poesia, a teoria do ritmo recebeu grande atenção dos gregos antigos, provavelmente maior do que a melodia. O Pseudo-Aristóteles escreveu que "a melodia em si é frouxa e incerta, mas quando adicionada a um ritmo, torna-se definida e ativa", e Aristides Quintiliano disse que "as notas sozinhas, por causa da falta de diferenciação em seu movimento, deixam a linha melódica obscura e confusa: são os elementos do ritmo que tornam claro o caráter da melodia". Sua métrica musical com forte probabilidade acompanhava a prosódia poética. Os poucos fragmentos que sobrevivem de notação musical grega parecem confirmar esta associação estreita entre o ritmo do verso e a duração das notas. No período clássico Platão insistiu neste aspecto em seus diálogos, colocando a música sob a égide da palavra, mas presume-se que mais tarde tenham sido introduzidas mudanças neste esquema rígido, dando mais liberdade aos compositores. Também parece que a duração das notas obedecia a uma sistematização baseada em proporções matemáticas, com o predomínio da relação de 2:1.
O primeiro tempo, base do sistema, era definido pela nota breve (U), que duplicada formava a longa (—). A combinação de breves e longas gerava ritmos básicos, chamados de pés, análogos aos tempos modernos. Havia assim o iambo (U—), o troqueu (—U), o tríbraco (UUU), o dáctilo (—UU), o anapesto (UU—), e diversos outros. O dáctilo era de todos o mais comum. Diferentes ritmos podiam ser combinados em uma mesma peça, e muitas vezes a definição precisa do ritmo é difícil. A justaposição de pés diversos formava os metros, e vários metros compunham uma frase ou kôlon. Por sua vez as frases de agrupavam em períodos e os períodos em estrofes, ordinariamente seguidas de uma reprise (antístrofe) e de um final (epodo). O andamento era um aspecto também vinculado ao ritmo. Pouco se sabe sobre os andamentos absolutos dos gregos, mas é presumível que nenhuma música fosse cantada rápido demais a ponto de impedir a boa compreensão das palavras. Certos ritmos estavam mais associados a determinados andamentos. Por exemplo, o troqueu era mais empregado em músicas rápidas, o peônio a comédias ligeiras, o espondeu a declamações solenes e lentas, e o dócmio a danças vigorosas.

### Notação e obras

Transcrição do Epitáfio de Sícilo

A notação musical grega já estava firmemente estabelecida no século III a.C., mas suas origens são desconhecidas. Não parece ter sido uma escrita que indicava com precisão os valores das notas, servindo mais como auxílio mnemônico dos músicos profissionais, que estavam a par de uma sólida tradição de transmissão oral. Havia dois tipos de notação: a vocal, que utilizava letras do alfabeto jônico, e a instrumental, empregando sinais semelhantes a letras. Além disso outros sinais como pontos e traços eram adicionados para significar modificações nos valores. Esta notação, que ainda não foi bem decifrada, parece pressupor a existência de uma escala musical de duas oitavas e de um sistema semelhante em função à atual armadura de clave, que indicava qual dos modos gregos devia ser usado. Contudo, este sistema foi fixado em manuais somente na época de Aristóxenes.
Atualmente sobrevivem apenas pouco mais de 60 fragmentos de obras musicais, e apenas uma peça é completa, o breve Epitáfio de Sícilo. A maior parte dos fragmentos data dos séculos II e III a.C.. O mais antigo é do século V a.C., com algumas poucas notas inscritas em uma cópia da tragédia Orestes, de Eurípides.

### Instrumental
Alguns instrumentos se tornaram tradicionais:

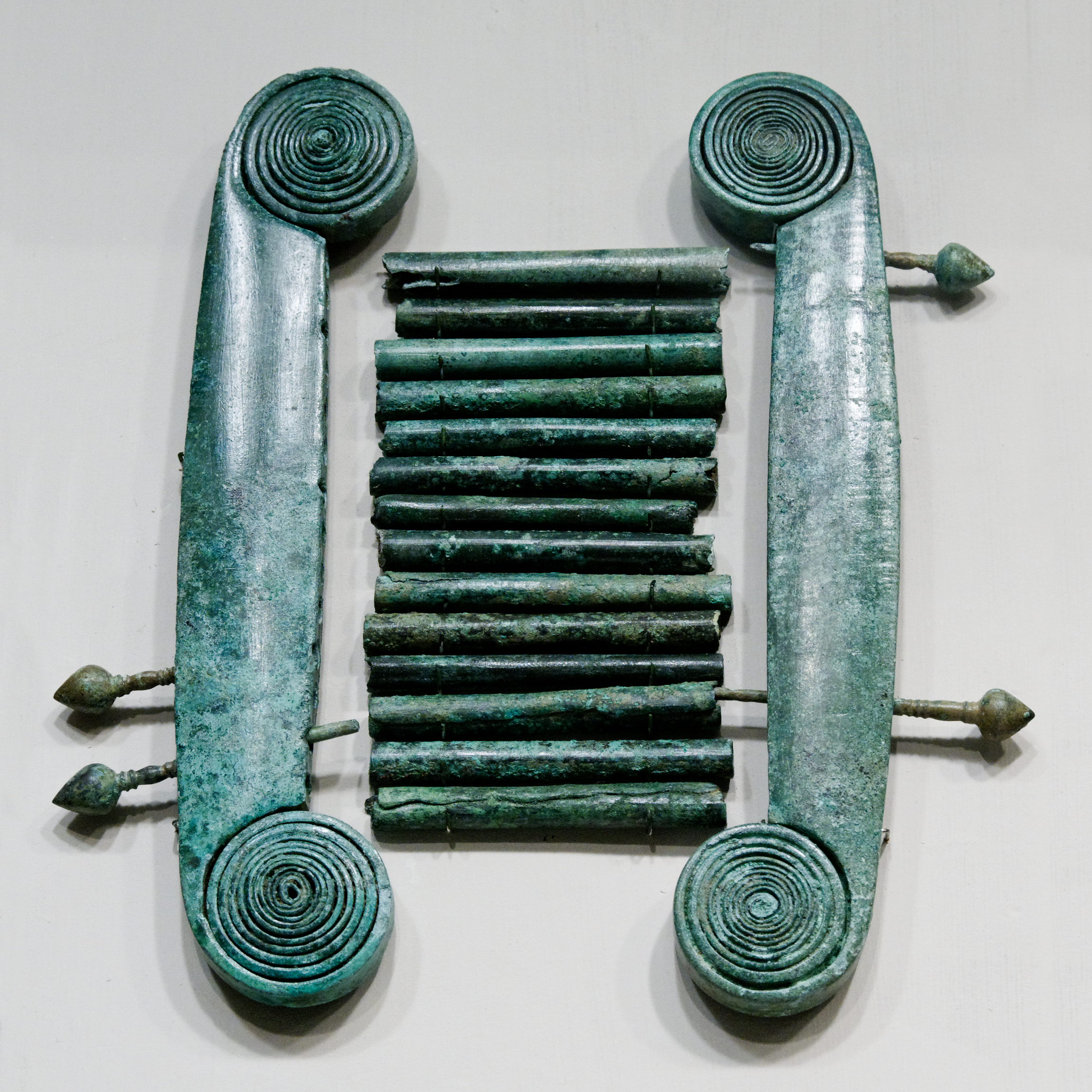
Sistro arcaico

- A lira, um instrumento de cordas tangidas afinadas segundo as notas de um dos modos, e fixadas em um arcabouço formado com o casco de tartaruga. Era usada como acompanhamento para recitativos e canções.
- A cítara, também um instrumento de cordas, mais complexo que a lira, possuindo uma caixa de ressonância. As cordas era tocadas com um plectro e podiam ser afinadas em diferentes alturas.
- O aulo (aulos), usualmente duplo ou diaulo (diaulos), sendo uma espécie de flauta com palheta, possivelmente produzindo uma sonoridade similar à do oboé ou clarinete.
- A flauta de Pã, também conhecida como siringe (Syrinx), constituída de uma série de tubos fixos juntos, de comprimentos diferentes, através dos quais o ar era soprado pela extremidade superior.
- O Hidraulo (hidraulos), um instrumento de teclado, precursor do órgão moderno. Empregava água sob pressão para produzir som através de movimento do ar nos tubos.

Há ainda registro de muitos outros instrumentos, como a concha marinha perfurada, um tipo de trompete (salpinge), uma flauta transversal chamada Fotinx, címbalos, sistros e tambores, e diversos mais.